# Sebastiano Ciampi
Pour les articles homonymes, voir Ciampi.
Sebastiano Ciampi (Pistoia, 30 octobre 1769-Galluzzo, 14 décembre 1847) est un philologue italien.

## Biographie
Sous la protection de Scipion Ricci, il est ordonné prêtre en 1793 et se fait recevoir docteur en droit à Pise. Professeur à l'Université de Pise (1803), il occupe une chaire à Varsovie de 1818 à 1822.

## Œuvres
Outre des travaux sur Boccace (1827-1830), une traduction en six volumes de Pausanias (1826-1843) et une édition de la Chronique du Pseudo-Turpin (Historia Caroli Magni, 1822), on lui doit :
- Mémoires sur Cino da Pistoia, 1808
- Mémoires sur Forteguerri, 1813
- De usu linguae italicae, 1817
- Bibliografia critica delle antiche reciproche corrispondenze dell'Italia colla Russia, Polonia, 3 vols., 1834-1843